# 情報集合
ゲーム理論において情報集合 (じょうほうしゅうごう、英: information set) とは，ある特定のプレーヤーについて，そのプレーヤーがそれまでに観察してきたことを所与として，ゲームでそれまでに起こりえたすべての可能な手番を並べたものである．ゲームが完全情報であるならば，任意の情報集合はただ 1 点からなる，すなわち，その 1 点とはゲームの当該時点で実際に到達している点である．完全情報でない場合，ゲームでそれまでに何が起こったか確信をもっておらずしたがって自分のいまいる手番がどこなのかわかっていないようなプレーヤーがいる．
もっと具体的に言えば，展開型ゲームにおいて，情報集合とは次の条件をみたす決定節の集合である：
1. そのすべての点は単一のプレーヤーに属している．
2. その情報集合に至ったならば，そこで手番をもつプレーヤーは，その情報集合のなかの点を区別することができない，つまり，その情報集合が 2 点以上を含んでいるならば，そのプレーヤーは，そのなかでゲームが実際にどの点に至っているのかを知らない．

情報集合の概念は，ポーカーゲームの研究に動機づけられてジョン・フォン・ノイマンによって導入された．

## 例
右に，男女の争いゲームの 2 つのバージョンを，展開型で書いたものを掲げる．
第 1 のものは単純に逐次的であり，プレーヤー 2 が手番を与えられたとき，プレーヤー 1 が O (オペラ) ないし F (フットボール) のどちらを選んだのかわかっている．
第 2 のものもまた逐次手番だが，点線がプレーヤー 2 の情報集合を示している．これは，プレーヤー 1 が何をしたのかについてプレーヤー 2 が自分の手番の時点でわかっていないということを示す一般的な書きかたである．
この違いによって，2 つのゲームの結果の予測も異なってくる．第 1 のゲームでは，プレーヤー 1 は優位に立っている．彼らは O (オペラ) を安全に選ぶことができるということを知っている．なぜならば，プレーヤー 1 がオペラを選んだということを「プレーヤー 2 が知ったならば」，プレーヤー 2 は同調してオペラを選んで利得 2 を得るほうが，フットボールで利得 0 を得るよりもマシだからである．形式的に言うと，これはゲームの解を求めるのに部分ゲーム完全均衡を用いたことにあたる．
第 2 のゲームでは，プレーヤー 2 はプレーヤー 1 が何をしたのか観察できないのだから，これは同時手番ゲームと同様である．したがって，部分ゲーム完全均衡によっても，ナッシュ均衡以上のものは何も得られない．したがってこのとき例によって次の 3 つの均衡 (ナッシュ均衡かつ部分ゲーム完全均衡) がある：
1. 双方がオペラを選ぶ；
2. 双方がフットボールを選ぶ；
3. プレーヤー 1 はオペラを確率 {\displaystyle {\frac {3}{5}}} で選び，プレーヤー 2 はフットボールを確率 {\displaystyle {\frac {3}{5}}} で選ぶような混合戦略均衡．